# Haßloch
Haßloch település Németországban, Rajna-vidék-Pfalz tartományban. Lakosainak száma 20 450 fő (2023. december 31.).

## Népesség
A település népességének változása:
| Lakosok száma | 17 752 | 20 123 | 20 433 | 20 326 | 20 215 | 20 387 | 20 450 |
|               | 1975   | 2014   | 2017   | 2019   | 2021   | 2022   | 2023   |